# Melittomma coomani
Melittomma coomani is een keversoort uit de familie Lymexylidae. De wetenschappelijke naam van de soort is voor het eerst geldig gepubliceerd in 1945 door Pic.